# Asperula neilreichii
Asperula neilreichii är en måreväxtart som beskrevs av Günther von Mannagetta und Lërchenau Beck. Asperula neilreichii ingår i släktet färgmåror, och familjen måreväxter. Inga underarter finns listade i Catalogue of Life.